# Râul Yeşilırmak
Yeşilırmak (în turcă Yeşilırmak, „Râul Verde”; în greacă veche Ἶρις, transliterat: Iris) este un râu din nordul Turciei.

## Nume
Numele său hitit este probabil Zulija, în timp ce numele său antic grec este Ίρις (Iris).

## Geografie
Yeşilırmak izvorăște de pe versanții Köse și Kızıldağ, aflați la nord-est de orașul Sivas, trece prin Tokat, Amasya și  Çarșamba și se varsă în Marea Neagră la est de orașul Samsun, după un traseu de 519 kilometri. Cei mai importanți afluenți ai săi sunt Çekerek (anticul Scylax), Tersakan și Kelkit (anticul Lycus).
Bazinul râului Yeşilırmak acoperă 5% din suprafața Turciei și este al treilea bazin ca mărime a suprafeței în Turcia. Populația cuprinsă în bazinul râului este de 3.003.142 de locuitori, potrivit recensământului din 2000. Debitul mediu al râului este de 121 m³/s. Debitul maxim care a fost măsurat până în prezent este de 1914 m³/s, în timp ce debitul minim este de 1,83 m³/s.
Râul cauzează probleme majore cum ar fi inundații, eroziunea solului și poluare prin deversarea în apele sale a deșeurilor industriale și gospodărești.

## Mențiuni istorice
Este menționat de Menippus din Pergamon în secolul I î.Hr.
Enciclopedia Geographica a lui Strabon menționează că râul Iris curgea prin Comana Pontica, câmpia Dazimonitis (Kașova) (40°17′41″N 36°17′48″E / 40.2947808°N 36.296736°E) și Gaziura (probabil orașul modern Turhal), se unește cu apele (40°33′42″N 35°45′34″E / 40.5615797°N 35.7595217°E) afluentului Scylax, apoi curge prin Amaseia (Amasya) înainte de a ajunge în valea Phanaroea.